# Fernanda Contreras Gómez
Fernanda Contreras Gómez (* 8. Oktober 1997 in San Luis Potosí) ist eine mexikanische Tennisspielerin.

## Karriere
Contreras Gómez begann mit neun Jahren das Tennisspielen und bevorzugt laut ITF-Profil-Hartplätze. Sie spielt hauptsächlich Turniere auf der ITF Women’s World Tennis Tour, wo sie bereits zwei Titel im Einzel und vier im Doppel gewinnen konnte.
Bei den ITA National Fall Championships 2017 erreichte sie das Halbfinale.
Anfang März 2020 erhielt sie eine Wildcard für die Qualifikation zu den mit 250.000 US-Dollar dotierten Abierto GNP Seguros, einem Turnier der WTA Tour.
2018 debütierte Contreras Gómez für die Mexikanische Fed-Cup-Mannschaft, wo sie bislang eine Bilanz von neun Siegen gegenüber zwei Niederlagen vorzuweisen hat, davon fünf im Einzel und vier im Doppel.

## Turniersiege

### Einzel
| Nr. | Datum            | Turnier | Kategorie | Belag     | Finalgegnerin    | Ergebnis      |
| --- | ---------------- | ------- | --------- | --------- | ---------------- | ------------- |
| 1.  | 25. August 2019  | Cancún  | ITF W15   | Hartplatz | Aleksandra Pitak | 6:3, 6:3      |
| 2.  | 20. Oktober 2019 | Waco    | ITF W225  | Hartplatz | Monika Kilnarová | 3:6, 6:2, 6:4 |

### Doppel
| Nr. | Datum              | Turnier                  | Kategorie | Belag     | Partnerin              | Finalgegnerinnen                                 | Ergebnis         |
| --- | ------------------ | ------------------------ | --------- | --------- | ---------------------- | ------------------------------------------------ | ---------------- |
| 1.  | 9. Juni 2019       | Cancún                   | ITF W15   | Hartplatz | Jessica Hinojosa Gómez | Melany Solange Krywoj Fernanda Labrana           | 2:6, 6:4, [10:7] |
| 2.  | 16. Juni 2019      | Cancún                   | ITF W15   | Hartplatz | Nazari Urbina          | Yuka Hosoki Alyssa Tobita                        | 6:1, 7:5         |
| 3.  | 15. September 2019 | Santa Margherita di Pula | ITF W25   | Sand      | Chiara Scholl          | Monica Cappelletti Melania Delai                 | 6:4, 6:1         |
| 4.  | 22. Mai 2021       | Pelham                   | ITF W25   | Sand      | Marcela Zacarías       | Erina Hayashi Kanako Morisaki                    | 6:0, 6:3         |
| 5.  | 7. Januar 2022     | Bendigo                  | ITF W25   | Hartplatz | Alycia Parks           | Alison Bai Alana Parnaby                         | 6:3, 6:1         |
| 6.  | 29. Januar 2022    | Manacor                  | ITF W25   | Hartplatz | Andrea Lázaro García   | Tereza Mihalíková Linda Nosková                  | 6:1, 6:4         |
| 7.  | 4. Februar 2022    | Manacor                  | ITF W25   | Hartplatz | Andrea Lázaro García   | Tereza Mihalíková Linda Nosková                  | 6:1, 3:6, [10:6] |
| 8.  | 14. Mai 2022       | Saint-Gaudens            | ITF W60   | Sand      | Lulu Sun               | Valentini Grammatikopoulou Anastassija Tichonowa | 7:5, 6:2         |
| 9.  | 29. April 2023     | Oeiras                   | ITF W60   | Sand      | Ingrid Gamarra Martins | Jesika Malečková Renata Voráčová                 | 6:3, 6:2         |